# Paul von Schwabach
Paul Hermann Schwabach, seit 1907 von Schwabach (* 6. Mai 1867 in Berlin; † 17. November 1938 in Kerzendorf) war ein deutscher Bankier.

## Leben
Er war ein Sohn des Bankiers Julius Leopold Schwabach (1831–1898) und dessen Ehefrau Leonie Schwabach, geborene Keyzer. Er war Nachfolger seines Vaters als Seniorchef des Bankhauses S. Bleichröder. Schwabach heiratete 1896 die Bankierstochter Eleanor Schröder (1869–1942) aus Hamburg. Aus dieser Ehe entstammen die Kinder Leonie (1898–1954), Vera (1899–1996) und Paul Julius (1902–1938). Leonie (genannt Lally) heiratete den Diplomaten Alfred Horstmann. Vera heiratete 1919 den Bankier, Kunstsammler und Philanthropen Eduard von der Heydt, ließ sich jedoch später scheiden.
Der promovierte  Historiker Paul Schwabach konvertierte im Jahr 1889 vom Judentum zur Evangelischen Kirche und sah sich uneingeschränkt als deutscher Patriot. Der preußisch-feudale Unionclub Hoppegarten lehnte seinen Aufnahmeantrag 1899 ab, wohl nicht so sehr wegen seiner jüdischen Herkunft, sondern eher wegen seiner Zugehörigkeit zur Börse.
Im Jahr 1907 erhob Kaiser Wilhelm II. Paul Schwabach aufgrund von dessen Verdiensten im Bankwesen und als britischer Generalkonsul in den erblichen preußischen Adelsstand. Schwabach war eine bedeutende Figur der internationalen Hochfinanz und wirkte hinter den Kulissen im Dienste der deutschen Außenpolitik. Während des Ersten Weltkriegs diente er als Offizier beim Generalgouvernement Belgien. Von 1911 bis 1933 war er Mitglied des Senats der Kaiser-Wilhelm-Gesellschaft und einer der hundert wohlhabendsten Persönlichkeiten in Preußen.
Schwabach war Besitzer des vor 1879 von seinem Vater Julius Leopold Schwabach erworbenen Gutes Kerzendorf bei Ludwigsfelde, das kurz vor der großen Wirtschaftskrise von 1929 noch 391 ha umfasste.
Ende der 1920er Jahre lebten dort fünfzehn Familien, ohne die ständig in Berlin lebende des Eigentümers. Für die Familie Schwabach war Kerzendorf zunächst nur ein Sommersitz, erst in den letzten Jahren wohnten sie das ganze Jahr über dort.
Paul von Schwabach starb am 17. November 1938 an einer Lungenembolie, nach dem Bericht der Enkelin Gloria von Schubert, die „in nächster Nähe dabei“ war und der Legende entgegentrat, ihr Großvater habe Selbstmord begangen („dazu war er ein viel zu überzeugter Christ“). Beigesetzt wurde in einem Erbbegräbnis auf dem Friedhof III der Jerusalems- und Neuen Kirche in Berlin-Kreuzberg. Die erhaltene dreiachsige Grabwand aus poliertem schwarzem Granit liegt an der zur Baruther Straße hin gelegenen Südmauer des Friedhofs, neben dem Mausoleum, das für den Kohle-Magnaten Fritz von Friedländer-Fuld erbaut wurde. Ebenfalls erhalten ist das Grabmal des Vaters Julius Leopold Schwabach auf dem Jüdischen Friedhof Schönhauser Allee.

## Schwabach und der Nachlass Fritz von Holsteins
Er war inoffizieller Nachlassverwalter der historischen bedeutenden Tagebücher und Geheimpapiere des Diplomaten Friedrich von Holstein. Schwabach erhielt sie 1913 von der Berliner Salonnière Helene von Lebbin. Es sickerte durch, dass er der Besitzer war. Verleger, Journalisten und Historiker versuchten ihn zu einer Veröffentlichung zu bewegen, aber er verweigerte das, angeblich, weil die Schenkung eine Veröffentlichung verbot. Allerdings war Schwabachs Vater Julius auch Geschäftspartner des Bismarck-Bankiers Gerson von Bleichröder, den Holstein in seinen Papieren scharf kritisierte. Noch 1929 ging man fälschlich davon aus, dass er die Papiere vor der Revolution verbrannte und „damit das wichtigste Material für die politische Geschichte Wilhelms II und die Beurteilung der Kanzlerschaften Caprivi, Hohenlohe und Bülow vernichtete“. Allerdings räumte Schwabach schon 1927 in seinem als Privatdruck veröffentlichten Buch Aus meinen Akten die weitere Existenz ein, nachdem er selbst und die Papiere oft genannt worden waren, als die Presse 1925 und 1926 Holsteins geheime Börsenspekulationen enthüllt hatte. Er beteuerte, er werde die Papiere weiterhin nicht öffentlich machen.
Er hielt sich bis 1930 daran. Dann gewährte er Lebbins Neffen Friedrich von Trotha und dem Publizisten Friedrich Thimme Einsicht. Trothas Porträtbuch Fritz von Holstein als Mensch und Politiker (1931) nutzte die Papiere, wie der Autor und auch Thimme in seinem Vorwort einräumten. Als der Archivar Helmut Rogge 1932 Holsteins Privatbriefe an seine Kusine als Buch veröffentlichte, die nicht zu Schwabachs Besitz gehörten, forderte Rogge in seiner Einleitung Schwabach auf, die Papiere freizugeben. Das geschah auch, und Rogge begann mit Unterstützung von Schwabachs Tochter Vera mit der Bearbeitung. Am 30. April 1935 wurde Schwabach gezwungen, der Gestapo 210 Notizbücher und Aktenbündel auszuhändigen. Später gingen sie an das Auswärtige Amt. Bei Kriegsende beschlagnahmte sie die britische Besatzungsmacht. In Großbritannien beanspruchte Schwabachs Tochter Vera, die 1934 dorthin ausgewandert war, erfolgreich den Nachlass und übergab ihn zwei Historikern. Die mehrbändige Veröffentlichung, ab 1955 zuerst in englischer Sprache als The Holstein Papers, dann 1957 bis 1963 in deutscher Sprache unter dem Buchtitel Die geheimen Papiere Friedrich von Holsteins, erzielte in Wissenschaft und Publikumsmedien eine große Aufmerksamkeit.

## Werke (Auswahl)
- Paul von Schwabach (1891). Die Verwaltung der direkten Staatssteuern in Frankreich unter den drei ersten Nachfolgern Colberts : 1683-1708. Universität Berlin: Dissertationsschrift.
- Paul von Schwabach (1927). Aus meinen Akten, Privatdr.("Druck: Carl Flemming und C.T.Wiskott AG, Glogau")ausmeinenakten0000schw/page/n7/mode/2up